# Тонглен
Тонглен (тиб. གཏོང་ལེན་; Вайли: gtong len - давать-получать) - духовная практика, направленная на развитие сострадания, принятая в тибетском буддизме.
В буддизме в целом и в Махаяне в частности простой факт осознавания чужих страданий и трудностей считается очень благотворным внутренним отношением поскольку это позволяет любви и состраданию естественным образом рождаться в нас. Объединение сострадания с постижением пустоты является главной практикой Махаяны, пути, который развивает
бодхичитту или просветлённое отношение. Это основополагающее не обусловленное устремление приносить другим благо состоит из четырёх установок: Любви, Сострадания, Радости и Беспристрастности.
Учитель Серлингпa, который дал эти наставления гуру Чекаве сказал, что без практики Тонглен невозможно стать буддой.

## Практики
1. Любовь
Это благое намерение сделать всех существ счастливее на данный момент и в будущем. Причины которые делают всех счастливее — это благие действия тела, речи, ума. Поэтому «любовь» желает счастья другим не только сейчас, но и чтобы данное счастье создало основу для будущего.
2. Сострадание
Сострадание, это такой вид содействия который принимает страдание как основу для будущих благодеяний. Это пожелание всем существам избавиться от страдания, которое является последствием прошлых вредных(дурных) действий, и не создавать причины для будущих страданий.
3. Радость
Радость, для радости источниками являются: нынешнее и будущее счастье, а также прекращение страданий, как своих так и чужих.
4. Беспристрастность
это один из важных пунктов. Наше отношение к другим можно поделить на 3 категории: 1. приязнь и симпатия, 2. ненависть и неприязнь, 3. безразличие. Последние две категории наиболее важны. Мы обязаны избавиться от них, и воспитывать в себе любовь сравнимую с любовью к матери или другу, при этом нельзя делать различий или исключений.
Эти четыре наставления называются «четырьмя безмерными» и являются самым сердцем практики. Когда эти наставления проникают в наш разум, речь и поведение, это называется бодхичиттой. Один из наиболее сильных методов развития бодхичитты является — медитация или Тонглен.

## Список литературы
1. Тонглен